# Parsley, Sage, Rosemary and Thyme
Parsley, Sage, Rosemary and Thyme (с англ. — «Петрушка, шалфей, розмарин и тимьян») — третий студийный альбом американского дуэта Simon and Garfunkel — Пола Саймона и Артура Гарфанкела, выпущенный 10 октября 1966 на лейбле Columbia.

## Описание
Предыдущий альбом дуэта, Sounds of Silence, был записан за три недели в авральном режиме, чтобы извлечь выгоду из успеха сингла «The Sound of Silence». А Parsley, Sage, Rosemary and Thyme «созревал» в течение трёх месяцев, при этом Саймон настоял на полном контроле над всеми этапами записи альбома. По мнению обозревателя Allmusic Брюса Эдера, это является достижением сродни Revolver The Beatles и Pet Sounds The Beach Boys.
Название альбома, Parsley, Sage, Rosemary and Thyme, взято из текста баллады «Scarborough Fair» (с англ. — «Ярмарка в Скарборо»). Для альбома эта народная песня была совмещена с мелодией из ранней песни Пола Саймона «The Side Of A Hill» и была поставлена первым треком под названием «Scarborough Fair/Canticle».
Альбом занимает 202-ю строчку списка из 500 величайших альбомов всех времён по версии журнала Rolling Stone. По мнению Брюса Эдера, альбом получился очень «личным и заострёным» и является «первым шедевром» Саймона и Гарфанкела. Эндрю Гилберт в рецензии для книги «1000 записей, которые надо услышать до того, как вы умрёте» назвал Parsley, Sage, Rosemary and Thyme «первым великим альбомом» дуэта.
Энди Файф из BBC Music полагает, что в отличие от альбомов Донована и The Lovin’ Spoonful, похожих в начале XXI века на музейные экспонаты, в Parsley, Sage, Rosemary and Thyme есть «смелые темы», которые «тревожно актуальны и сегодня». По его мнению, альбом в целом «отражает социальные потрясения середины 1960-х годов и при этом играет важную роль в развитии фолк-рока» так же как Highway 61 Revisited и Blonde on Blonde Боба Дилана.

## Список композиций
Слова и музыка всех песен — Пол Саймон, если не указано иное.
| №  | Название                                       | Автор(ы)                                 | Дата записи     | Длительность |
| -- | ---------------------------------------------- | ---------------------------------------- | --------------- | ------------ |
| 1. | «Scarborough Fair/Canticle»                    | Народная, обработка Саймона и Гарфанкела | 26 июля 1966    | 3:10         |
| 2. | «Patterns»                                     |                                          | 8 июня 1966     | 2:42         |
| 3. | «Cloudy»                                       | Саймон, Брюс Вудли                       | 10 июня 1966    | 2:10         |
| 4. | «Homeward Bound»                               |                                          | 14 декабря 1965 | 2:30         |
| 5. | «The Big Bright Green Pleasure Machine»        |                                          | 15 июня 1966    | 2:44         |
| 6. | «The 59th Street Bridge Song (Feelin' Groovy)» |                                          | 16 августа 1966 | 1:43         |

| №   | Название                                                                        | Автор(ы)                 | Дата записи     | Длительность |
| --- | ------------------------------------------------------------------------------- | ------------------------ | --------------- | ------------ |
| 7.  | «The Dangling Conversation»                                                     |                          | 21 июня 1966    | 2:37         |
| 8.  | «Flowers Never Bend with the Rainfall»                                          |                          | 22 декабря 1965 | 2:10         |
| 9.  | «A Simple Desultory Philippic (Or How I Was Robert McNamara'd into Submission)» |                          | 13 июня 1966    | 2:12         |
| 10. | «For Emily, Whenever I May Find Her»                                            |                          | 22 августа 1966 | 2:04         |
| 11. | «A Poem on the Underground Wall»                                                |                          | 13 июня 1966    | 1:52         |
| 12. | «7 O'Clock News/Silent Night»                                                   | Джозеф Мор, Франц Грубер | 22 августа 1966 | 2:01         |

| №   | Название                                                      | Автор(ы) | Дата записи  | Длительность |
| --- | ------------------------------------------------------------- | -------- | ------------ | ------------ |
| 13. | «Patterns (demo)» (ранее не издавалась)                       | народная | 7 июня 1966  | 4:06         |
| 14. | «A Poem on the Underground Wall (demo)» (ранее не издавалась) | народная | 12 июня 1966 | 2:02         |

### Издание в Великобритании
Слова и музыка всех песен — Пол Саймон, если не указано иное.
| №  | Название                                       | Автор(ы)                                 | Дата записи     | Длительность |
| -- | ---------------------------------------------- | ---------------------------------------- | --------------- | ------------ |
| 1. | «Scarborough Fair/Canticle»                    | Народная, обработка Саймона и Гарфанкела | 26 июля 1966    | 3:10         |
| 2. | «Patterns»                                     |                                          | 8 июня 1966     | 2:42         |
| 3. | «Cloudy»                                       | Саймон, Брюс Вудли                       | June 10, 1966   | 2:10         |
| 4. | «The Big Bright Green Pleasure Machine»        |                                          | 15 июня 1966    | 2:44         |
| 5. | «The 59th Street Bridge Song (Feelin' Groovy)» |                                          | 16 августа 1966 | 1:43         |

| №   | Название                                                                        | Автор(ы)                 | Дата записи     | Длительность |
| --- | ------------------------------------------------------------------------------- | ------------------------ | --------------- | ------------ |
| 6.  | «The Dangling Conversation»                                                     |                          | 21 июня 1966    | 2:37         |
| 7.  | «Flowers Never Bend with the Rainfall»                                          |                          | 22 декабря 1965 | 2:10         |
| 8.  | «A Simple Desultory Philippic (Or How I Was Robert McNamara'd into Submission)» |                          | 13 июня 1966    | 2:12         |
| 9.  | «For Emily, Whenever I May Find Her»                                            |                          | 22 августа 1966 | 2:04         |
| 10. | «A Poem on the Underground Wall»                                                |                          | 13 июня 1966    | 1:52         |
| 11. | «7 O'Clock News/Silent Night»                                                   | Джозеф Мор, Франц Грубер | 22 августа 1966 | 2:01         |

## Участники записи
Simon & Garfunkel
- Пол Саймон — вокал, гитара
- Арт Гарфанкел — вокал, фортепиано

Дополнительные музыканты
- Хэл Блейн — ударные
- Джо Саут — гитара
- Кэрол Кей — бас-гитара на «Scarborough Fair/Canticle» и «Homeward Bound»
- Джон Мезар — клавесин на «Scarborough Fair/Canticle»
- Юджин Райт — контрабас на «The 59th Street Bridge Song»
- Джо Морелло — ударные на «The 59th Street Bridge Song»
- Чарли О'Доннелл — вокал на «7 O’Clock News/Silent Night»

Производство
- Боб Джонстон — продюсер
- Рой Хейли — продюсер, инженер звукозаписи
- Боб Като — фотография для обложки

## Позиции в чартах

### Еженедельные чарты
| Чарт (1966)         | Пиковая позиция |
| ------------------- | --------------- |
| Австралия (ARIA)    | 14              |
| США (Billboard 200) | 4               |

| Чарт (1968)                      | Пиковая позиция |
| -------------------------------- | --------------- |
| Великобритания (UK Albums Chart) | 13              |

### Сертификации
| Регион | Сертификация  | Продажи    |
| --- | ------------- | ---------- |
| США (RIAA) | 3× Платиновый | 3 000 000^ |
| * Данные о продажах приведены только на основе сертификации. ^ Данные о тиражах приведены только на основе сертификации. |               |            |